# Samplitude
Samplitude es una estación de trabajo de audio digital (Digital Audio Workstation o DAW, en inglés) creado por la compañía alemana MAGIX. La primera versión se finalizó en 1992 como editor de samples. Ahora Samplitude es un software de PC nativo. Por consiguiente es independiente del hardware de audio que se utilice. Esto significa que el programa puede utilizarse tanto en estaciones de trabajo de audio con cientos de entradas y salidas así como en una computadora portátil. De esta forma se puede producir previamente una canción en la computadora portátil y luego finalizar la mezcla en un sistema de estudio.
Sampilitude fue el primer producto con grabación y procesamiento de audio DSP en 32 bit coma flotante. Además fue el primer software con autoría de CD "Red Book" en tiempo real, sin instalar nada más.

## Características
- Sistema operativo: Windows XP, Windows Vista (32 & 64 Bit) y Windows7 (32 & 64 Bit)
- Hardware soportado: WDM, ASIO, MME
- Interfaz soportado: VST, DXi, ReWire
- Pistas: 128 (Samplitude Pro: 999)
- Cantidad de plugins VST ilimitada
- 'Time Stretching' sin errores
- Frecuencia de muestreo: 348 kHz
- Edición nativa en 32 bit flotantes de datos de audio
- Procesamiento por lotes

## Historia
1992 - La primera versión se finalizó como editor de samples con procesamiento de audio de 24 bit para Commodore Amiga.
1993 - La versión Samplitude Pro II integraba la grabación en disco duro.
1995 - Con "Samplitude Studio" el software se presentó por primera vez como versión para PC. Comenzó la colaboración con MAGIX.
1998 - Se introdujo la versión Samplitude 2496 por primera vez la edición nativa en 32 bit flotantes de datos de audio.
2000 - Se introdujo la primera versión de Sequoia.
2002 - Samplitude Professional 7 con procesamiento por lotes fue liberada al mercado. Esta versión incluye soporte para el protocolo ASIO y la interfaz VST.
2005 - La Versión 8 integraba soporte para el protocolo ReWire y el sonido surround.
2006 - Se introdujo la versión 9.
2007 - Se introdujo la versión 10.
2009 - Se introdujo la versión 11.
2011 - Se introdujo la versión 12 (PRO X).
2014 - Se introdujo la versión 13 (PRO X2).